# Pierre Latour
Pierre Latour (født 12. oktober 1993 i Romans-sur-Isère) er en fransk cykelrytter, der kører for Team TotalEnergies. Han blev fransk mester i enkelstart i 2017 og 2018. Han deltog i Vuelta a España 2016, hvor han for første gang vandt en etape i en grand tour, det skete i 20. etape, hvor han slog Darwin Atapuma i finalen i Alto de Aitana. I juni 2017 var hans navn at finde i startlisten til Tour de France 2017.